# Acaudaleyrodes pauliani
Acaudaleyrodes pauliani es un hemíptero de la familia Aleyrodidae, subfamilia Aleyrodinae.
Fue descrita científicamente en 1951 por Takahashi.